# Elapomorphus wuchereri
Espèce
Elapomorphus wuchereri est une espèce de serpents de la famille des Dipsadidae.

## Répartition
Cette espèce est endémique du Brésil. Elle se rencontre dans les États de Bahia et d'Espírito Santo.

## Étymologie
Cette espèce est nommée en l'honneur d'Otto Eduard Heinrich Wucherer.

## Publication originale
- Günther, 1861 : Account of the reptiles sent by Dr. Wucherer from Bahia. Annals and Magazine of Natural History, ser. 3, vol. 7, p. 412-417 (texte intégral).